# José María Gutiérrez (actor)
José María Gutiérrez (Buenos Aires, Argentina, 1920 - 8 de enero de 2003) fue un actor de cine, teatro y televisión argentino.

## Carrera artística
Nació en el barrio porteño de Constitución y, poco después, sus padres fueron a vivir a la localidad de Banfield, provincia de Buenos Aires, en los aledaños de la Capital Federal, donde creció en una amplia vivienda familiar. Era, según sus propios recuerdos, un niño algo miedoso y meditativo que jamás jugó al fútbol y que deseaba ser escritor, pero luego, atraído por su gusto por disfrazarse, se inclinó por la actuación.
A los 16 años integró el elenco del teatro Ariel, de Lomas de Zamora, estudió con el maestro francés de origen belga José Squinquel e ingresó más adelante en el Conservatorio Nacional, donde fue alumno de Antonio Cunill Cabanellas y condiscípulo de María Rosa Gallo, Osvaldo Bonet e Inda Ledesma. Con una voz profunda y modulada pronto hizo radioteatro, un género de gran popularidad en esa época, en las radios El Mundo, Splendid y Belgrano. Su debut en el teatro se produjo en Vida, pasión y muerte de Silverio Leguizamón, de Bernardo Canal Feijóo, dirigido por Orestes Caviglia en tanto que en el cine se produjo en 1945 en un papel menor, en Allá en el setenta y tantos..., un filme sobre la primera estudiante de medicina de Argentina, dirigido por Francisco Mugica. Continuó su labor teatral y dos años después volvió a la pantalla dirigido por Luis César Amadori en Albéniz, la biografía del célebre músico español.
Siendo comunista, en 1946 integra la lista de "La Agrupación de Actores Democráticos", en pleno gobierno de Juan Domingo Perón, y cuya junta directiva estaba integrada por Pablo Racciopi, Lydia Lamaison, Pascual Nacaratti, Alberto Barcel y Domingo Mania.
Su carrera cinematográfica se prolongó durante 55 años en los más disímiles papeles en filmes románticos, dramáticos y policiales. Fue el galán de Fanny Navarro en Mujeres que bailan y acompañó a Olga Zubarry, en dos filmes dirigidos por Julio Porter: Marianela basada en la novela homónima de Benito Pérez Galdós y Concierto para una lágrima. Algunas de las otras películas que contaron con su actuación fueron María de los Ángeles, Por ellos... todo, La cuna vacía de Carlos Rinaldi, María Magdalena, La procesión y Todo sol es amargo. En la década del 70 fue dirigido por Fernando Ayala en "Argentino hasta la muerte" (1971);  Leopoldo Torre Nilsson en La maffia (1972), en el papel de Manolo el Gallego, por Héctor Olivera personificando al gobernador Méndez Garzón en La Patagonia rebelde (1974), por Jorge Cedrón en la controvertida y luego prohibida Operación Masacre, de Jorge Cedrón y por Hugo del Carril  en Yo maté a Facundo (1975).
Luego vendrían La conquista del paraíso (1981), de Eliseo Subiela; Noches sin luna ni soles (1984), un policial surgido de la novela homónima de Rubén Tizzani y dirigido por José A. Martínez Suárez en el cual mereció elogios de la crítica por su actuación, La cruz invertida (1985), basada en la novela de Marcos Aguinis, dirigido por Mario David y Diapasón (1986), de Jorge Polaco. La última película en la que actuó fue Las aventuras de Dios, estrenada en 2002, dirigida por Eliseo Subiela.
Sin embargo, consideraba que es en el teatro donde "está la verdad del actor". Fundó el Teatro de la Luna, primera experiencia independiente de actores profesionales, junto a Inda Ledesma. En 1964 estrenó "Réquiem para un viernes a la noche" de Germán Rozenmacher que llenó el Teatro IFT durante tres temporadas. Inmediatamente después estrenó la versión de Oscar Ferrigno de "Muerte de un viajante" de Arthur Miller en una memorable interpretación del viajante Willy Loman. Durante el periodo de la dictadura militar (en 1977) integró junto a otros actores y dramaturgos prohibidos el Grupo de Trabajo del Teatro Lasalle, estrenando La Nona, de Roberto Cossa; y El ex alumno, de Somigliana.  Integró el elenco estable del Teatro General San Martín, interviniendo entre otras en El pato salvaje; Ifigenia en Aulide (2000) y Galileo Galilei (1999), y protagonizando "Los cuernos de Don Friolera" (1986).
También hizo televisión, en 1952 participó junto a Nelly Daren del ciclo Teleteatro de la sonrisa con libro y puesta en escena de Eifel Celesia por Canal 7, en 1954 lo hizo junto a Virginia Luque en un ciclo de comedia de Abel Santa Cruz titulado ¡No quiero ser así!, en 1960 por Canal 13 actuó en el ciclo Buenas noches, destino, junto a Luisa Vehil y Alberto Fernández de Rosa, escrito por Horacio S. Meyrialle y dirigido por David Stivel. Bajo la dirección de Stivell actuó entre otras en "Tres Destinos" (1966) y en "Martín Fierro" (1967). En 1961 participó en el ciclo Todo el año es Navidad, escrito por Meyrialle con Raúl Rossi como primera figura
Su última aparición en televisión fue en 2000, en Imprescindibles, microprograma que se emitía por Argentina Televisora Color (hoy Canal 7) cinco minutos antes de la medianoche; y en los escenarios fue en 2001 con la obra El inocente, en el ciclo Teatro x la identidad organizado por las Abuelas de Plaza de Mayo, en la que el actor de voz grave y mirada penetrante se desempeñó con la intensidad de siempre.
En 2001, la Asociación de Cronistas Cinematográficos de la Argentina le otorgó un Cóndor de Plata por su trayectoria y en agosto de 2002 obtuvo el Premio Florencio Sánchez que concede la Casa del Teatro.

## Valoración
Para el crítico Adolfo Cachucha Martínez, Gutiérrez fue «un actor de indudable talento dramático que supo dotar a cada uno de sus innumerables personajes teatrales, cinematográficos y televisivos de una personalidad alejada de los fáciles efectismos y de las pinceladas livianas. Su rostro casi siempre adusto, que él sabía dotar de un carisma que oscilaba entre la ternura, el patetismo o la mueca maliciosa, lo alejaba de la imagen de los galanes de moda que, en los años cuarenta y cincuenta, inundaban las historias cinematográficas».
En un reportaje José María Gutiérrez dijo una frase que bien puede aplicarse a su labor: «El arte no es poner, sino sacar. El actor debe descubrir la forma oculta que se encuentra en el bloque, en la piedra».

## Filmografía
Actor
- Las aventuras de Dios (2000)
- Ángel, la diva y yo (1999)
- Sinfín (1988)
- Diapasón (1986)
- La cruz invertida (1985).... Monseñor Tardini
- Noches sin lunas ni soles (1984).... Salgado
- La conquista del paraíso (1981).... Laureano
- De la misteriosa Buenos Aires (1981)
- Cacique Bandeira (1975).... El coronel
- Yo maté a Facundo (1975).... Juncos
- La Patagonia rebelde (1974).... Gobernador Méndez Garzón
- Operación Masacre (1973).... Gabino
- Si se calla el cantor (1973)
- Paño verde (1973)
- La maffia (1972).... Manolo, El Gallego
- Juan Manuel de Rosas (1972)
- Argentino hasta la muerte (1971)
- El habilitado (1971)
- Todo sol es amargo (1966)
- La procesión (1960)
- El hombre señalado (1957)
- Marianela (1955).... Pablo
- Concierto para una lágrima (1955)
- María Magdalena (1954)
- Rescate de sangre (1952)
- La vida color de rosa (1951)
- Historia de una noche de niebla (1950)
- La fuerza ciega (1950)
- Mujeres que bailan (1949)
- La cuna vacía (1949)
- María de los Ángeles (1948).... Eugenio
- Por ellos... todo (1948)
- Albéniz (1947)
- Como tú lo soñaste (1947)
- Allá en el setenta y tantos (1945)

## Televisión
- Romeo y Julieta (1966).
- Tres destinos (1966).
- En casa de los Videla (1963) con Malvina Pastorino.